# Ударение в праиндоевропейском языке
Ударение в праиндоевропейском языке было свободным (могло находиться на любом слоге в слове) и подвижным (могло смещаться в пределах парадигмы одного слова). В основном при реконструкции праиндоевропейского ударения учёные опираются на данные древнегреческого языка и ведийского санскрита, в меньшей степени — балтийских, славянских и германских языков. В то же время московская акцентологическая школа развивает противоположный подход, в котором балто-славянские просодические данные считаются более архаичными. Ударение было присуще большинству слов праиндоевропейского языка, безударными могли быть только частицы, союзы, предлоги, некоторые формы местоимений (так называемые клитики).

## Судьба индоевропейской системы ударения в языках-потомках

### Языки, сохранившие свободное ударение
Лучше всего индоевропейскую систему ударения сохранил ведийский санскрит. В этом языке ударение оставалось свободным и было музыкальным. Согласно древнеиндийскому грамматику Панини, в ведийском санскрите было три тона — उदात्तः (IAST: udāttaḥ, высокий тон), अनुदात्तः (IAST: anudāttaḥ, низкий тон) и स्वरितः (IAST: svaritaḥ, понижающийся тон). Основным тоном был udāttaḥ, на слог, следующий за слогом с udāttaḥ, приходился восходяще-нисходящий тон — svaritaḥ (svaritaḥ становился самостоятельным ударением, когда в предшествующем слоге гласный, несущий udāttaḥ, исчезал в результате сандхи), на все остальные слоги падал низкий тон — anudāttaḥ. Вскоре после начала новой эры такая система акцентуации в санскрите была утрачена. Для тематических и большинства многосложных атематических существительных в ведийском было характерно колумнальное ударение (находящееся на одном месте во всей парадигме слова), а подвижное ударение имело место у односложных и некоторых многосложных атематических существительных. Тематические глаголы характеризовались колумнальным ударением, а атематические подвижным.
Противопоставление udāttaḥ и svaritaḥ не восходит к праиндоевропейскому языку, а является продуктом собственно индоиранской истории.
В авестийской письменности ударение не обозначается, поэтому о его характере можно судить только по косвенным признакам. Например, в данном языке r оглушается перед глухими смычными в ударном слоге, но не оглушается в безударном. По всей видимости, индоевропейское ударение в том или ином виде сохранилось в ряде индоиранских языков: афганском, ваханском, дамели, шина, йидга.

Греческое обозначение акута

Древнегреческий также неплохо сохранил место индоевропейского ударения, однако в нём его свобода была ограничена законом трёх слогов (ударение могло находиться не далее третьего слога от конца слова, при условии, что последний слог краток, если же последний слог был долог, то ударение могло находиться только на предпоследнем или последнем слогах). Кроме того, для древнегреческого актуален закон Уилера: если в слове с дактилическим исходом (— ‿ ‿) ударение падало изначально на последний слог, то оно перемещалось на предпоследний (*πατρασί > πατράσι «отцам»). В аттическом диалекте действовал также закон Вандриеса: если в слове с амфибрахиевым исходом (‿ — ‿) ударение первоначально падало на долгий слог, то оно смещалось на третий слог от конца (*ἐγῶγε > ἔγωγε «я же»). Ударение в древнегреческом, как и в ведийском санскрите, было тоническим. Существовало три тона: акут (др.-греч. ὀξύς, восходящий тон), циркумфлекс (др.-греч. δίτονος, восходяще-нисходящий тон) и гравис (др.-греч. βαρύς, нисходящий тон). Гравис является позиционным вариантом акута, он замещает акут на конечном гласном звуке слова, если за тем следует другое ударное слово. Циркумфлекс мог находиться только на долгих гласных или дифтонгах. В койне музыкальное ударение сменилось динамическим.
«Классическая» младограмматическая индоевропеистика полагала, что греческие акут и циркумфлекс унаследованы из праиндоевропейского языка. Согласно Е. Куриловичу, противопоставление акута и циркумфлекса является уже собственно греческим явлением, возникшим благодаря появлению циркумфлекса на месте стяжения гласных после выпадения интервокальных *s, *j, *w. Джей Ясанофф считает, что циркумфлекс стоял на долгих гласных, возникших после выпадения ларингала в интервокальном положении. Т. Олландер развивает эту точку зрения, полагая, что праиндоевропейские долгие гласные, возникшие по закону Семереньи и после выпадения ларингала не в интервокальном положении, несут на последнем слоге многосложного слова в древнегреческом акутовое ударение (пра-и.е. *dh3tḗr > др.-греч. δοτήρ «даритель», пра-и.е. *bhugáh2 > др.-греч. φυγή «бегство»), а долгие гласные, возникшие в результате стяжения гласных (в том числе в результате выпадения ларингала), циркумфлексное ударение (пра-и.е. *h2eĝróei > др.-греч. ἀγρῷ «полю», пра-и.е. *bhugáh2ai > др.-греч. φυγῇ «бегству»). Что касается односложных слов, то в них, по этой теории, акут возникал в слогах, закрытых двумя согласными, а циркумфлекс — одной.

Греческое обозначение циркумфлекса

Литовский и древнепрусский языки сохранили подвижное ударение, в латышском языке, вероятно, под влиянием прибалтийско-финских языков, ударение зафиксировалось на первом слоге. В литовском выделяют две слоговые интонации — акут (нисходящая интонация) и циркумфлекс (восходящая интонация). У литовских существительных выделяют четыре акцентные парадигмы, которые возникли (из-за действия закона Фортунатова — де Соссюра) из двух первоначальных парадигм, одна была с неподвижным ударением на корне, а другая с подвижным.

Греческое обозначение грависа

В праславянском языке ударение было подвижным и музыкальным, однако в большинстве современных славянских языков оно сильно изменило свой характер. Музыкальный характер ударение сохранило только в сербохорватском и словенском языках, однако в сербохорватском ударение систематически сместилось на один слог ближе к началу слова. Восточнославянские, болгарский, словинский и кашубский языки сохранили подвижность ударения, но музыкальное ударение в них сменилось динамическим. В чешском, словацком, польском, лужицких и македонском языках ударение утратило как подвижность, так и музыкальный характер. Для последней фазы существования праславянского языка реконструируют два исконных тона — акут (восходящая интонация, по версии В. А. Дыбо, восходяще-нисходящая) и циркумфлекс (нисходящая интонация) — и один инновационный — новый акут, появившийся в результате передвижения ударения. У праславянских существительных выделяют три акцентные парадигмы, которые возникли из двух первоначальных парадигм, одна была с неподвижным ударением на первом слоге, а другая с подвижным.
Сходства между балтийской и славянской системами настолько велики, что позволяют реконструировать балтославянскую систему акцентуации. Балтийский акут соответствует славянскому циркумфлексу, а балтийский циркумфлекс славянскому старому акуту. Балтославянскую неподвижную акцентную парадигму возводят к праиндоевропейским баритонированным существительным (с ударением на корне), а подвижную парадигму к праиндоевропейским окситонированным существительным (с ударением на окончании).
Из-за особенностей письменности остаётся непонятным характер ударения в анатолийских языках. Х. Кронассер предположил, что scriptio plena (удвоение клинописного знака) может передавать ударность гласного звука, как, например, в слове e-eš-ḫa-ar «кровь» (и.-в. п. ед. ч.), iš-ḫa-na-a-aš «крови» (р. п. ед. ч.), iš-ḫa-ni-i «крови» (д.-м. п. ед. ч.), ср. с соответствующими др.-инд. ásṛk, asnáḥ, asné.

### Языки, не сохранившие свободного ударения
В прагерманском языке свободное ударение в определённый период сменилось фиксированным на первом слоге. Тем не менее, определённые сведения о месте ударения в прагерманских словах можно почерпнуть благодаря закону Вернера. Эти сведения соответствуют ведийским и древнегреческим данным.
В кельтских языках ударение также приобрело фиксированный характер: в гойдельских языках — на первом слоге, в бриттских — на предпоследнем.
В классическом латинском языке ударение было связанным: оно находилось на втором слоге от конца слова, если он был долгим, и на третьем от конца, если второй был кратким (так называемое «правило третьей моры»). Относительно характера латинского ударения ведутся споры. Одна теория (распространённая среди французских и итальянских лингвистов) утверждает, что оно было музыкальным. Эта теория базируется на описаниях античных грамматиков и том факте, что в латинской поэзии ударение не играет никакой роли. Согласно другой теории (распространённой среди немецких, английских и американских лингвистов), ударение в латыни было динамическим. В пользу этого говорит редукция гласных в серединных и конечных слогах в определённый период латинского языка. Поскольку редукция не происходила в начальных слогах, было выдвинуто предположение, что в некоторый период истории латыни для этого языка было характерно динамическое ударение на первом слоге, вызвавшее редукцию гласных, а затем переместившееся на второй или третий слог от конца. Сторонники данной теории полагают, что свидетельства античных авторов являются слепком с греческих грамматических описаний, а латинская система стихосложения также заимствована у греков. С III—IV вв. н. э. ударение в латыни становится определённо динамическим.
В тохарских языках ударение также носило фиксированный характер: в тохарском А оно падало на первый слог, в тохарском В — на предпоследний.
В протоармянском языке ударение установилось на предпоследнем слоге, который после редукции и исчезновения гласных последнего слога сам стал последним.
В албанском ударение падает на последний слог основы слова.

## Описание явления

### Место ударения
Место ударения обычно определяется на основании соответствий в ведийском санскрите и древнегреческом, иногда привлекаются германские данные и изредка балто-славянские и анатолийские.
| праиндоевропейский | санскрит      | древнегреческий | готский       |
| ------------------ | ------------- | --------------- | ------------- |
| *ph2tḗr «отец»     | pitā́ «отец»   | πᾰτήρ «отец»    | fadar «отец»  |
| *bhréh2tēr «брат»  | bhrā́tā «брат» | φράτηρ «брат»   | brōþar «брат» |

Тем не менее, по оценкам хорватского лингвиста М. Каповича, у примерно четверти греко-ведийских параллелей место ударения не совпадает. Например:
- др.-греч. ἀγρός — др.-инд. ájraḥ «поле»;
- др.-греч. ἑκυρός — др.-инд. śváśuraḥ «свёкор».

При реконструкции перемещений ударения в парадигме существительного также опираются на ведийские и древнегреческие данные:
|              | санскрит   | древнегреческий    |
| ------------ | ---------- | ------------------ |
| И. п. ед. ч. | pā́t «нога» | πούς «нога»        |
| Р. п. ед. ч. | padáḥ      | ποδός              |
| М. п. ед. ч. | padé       | ποδί (дат. п.)     |
| В. п. ед. ч. | pā́dam      | πόδα               |
| И. п. мн. ч. | pā́daḥ      | πόδες              |
| Р. п. мн. ч. | padā́m      | ποδῶν              |
| В. п. мн. ч. | padáḥ      | πόδας              |
| М. п. мн. ч. | patsú      | ποσσί (гомеровск.) |
| И. п. дв. ч. | pā́dau      | ποδε               |

Древнегреческие и ведийские данные позволяют восстановить для праиндоевропейского языка две акцентные парадигмы — баритонированную (с ударением на корне) и подвижно-окситонированную.
В 1926 году Х. Педерсен выделил у праиндоевропейского существительного два аблаутно-акцентных класса: с ударением на тематической гласной в номинативе и аккузативе, на окончании в остальных падежах (в современной терминологии «гистеродинамический») и с ударением на корне в номинативе и аккузативе, на тематической гласной в остальных падежах (в современной терминологии «протеродинамический»).
Д. Адамс и Дж. Мэллори выделяют также акростатический класс (ударение всегда на корне) и голокинетический (ударение на корне в номинативе и аккузативе, на окончании в остальных падежах).
|       | протерокинетический (протеродинамический) | голокинетический (голодинамический) | гистерокинетический (гистеродинамический) | акростатический    |
| ----- | ----------------------------------------- | ----------------------------------- | ----------------------------------------- | ------------------ |
| И. п. | *h2óiu «жизнь»                            | *póntōh2s «путь»                    | *ph2tḗr «отец»                            | *bhréh2tēr «брат»  |
| Р. п. | *h2ióus «жизни»                           | *pņth2ós «пути»                     | *ph2trós «отца»                           | *bhréh2tŗs «брата» |

М. Мейер-Брюггер выделяет три класса с неподвижным ударением — акростатический (с ударением на корне), мезостатический (с ударением на суффиксе) и телевтостатический (с ударением на окончании) — и четыре класса с подвижным ударением: протерокинетический (ударение на корне и тематической гласной), гистерокинетический (ударение на тематической гласной и окончании), амфикинетический (ударение на корне и на окончании) и голокинетический (ударение на корне, тематической гласной и окончании).
Для тематических существительных было больше характерно постоянное ударение в парадигме, а для атематических подвижное.
При реконструкции перемещений ударения в парадигме глагола приходится зачастую опираться только на ведийские данные (в силу действия в древнегреческом закона трёх слогов, исказившего начальную картину). В хеттском языке для глаголов спряжения на -mi была характерна подвижная акцентная парадигма, а для глаголов на -ḫi баритонированная парадигма, что Вяч. Вс. Иванов возводит к праиндоевропейскому языку.
А. Лубоцкий полагает, что место ударения в праиндоевропейском слове было детерминировано принадлежностью морфем слова к определённым просодическим классам (в этом он развивает концепцию В. А. Дыбо, согласно которой в балто-славянских языках выбор акцентной парадигмы у непроизводных слов немотивирован, а у производных мотивирован). Лубоцкий выводит следующее правило взаимосвязи структуры корня и ударения: если в корне нет смычных и смычные не соседствуют с корнем, то его полная ступень будет ударной, а нулевая безударной; если в корне есть смычный, то он будет ударным, если этот смычный глухой, а суффикс слова заканчивается на -o-, или если смычный звонкий, а суффикс заканчивается на -i- или -u-, если же эти условия не выполняются, то корень будет безударным.

### Характер ударения
О характере ударения ведутся споры. С одной стороны, данные ведийского санскрита, древнегреческого и балтославянских языков указывают на то, что ударение было тоническим. С другой стороны, возникновение аблаута связывается с редукцией гласных, которая обычно характерна для языков с динамическим ударением. Существуют сторонники как тонической (например, А. Мейе и Р. Бекес), так и динамической природы праиндоевропейского ударения. В то же время, существуют компромиссные позиции, согласно которым первоначально ударение носило динамический характер, а под конец существования праязыка изменило свой характер на тонический или сочетало в себе черты и динамического ударения, и тонического.
Ф.Ф. Фортунатов, Й. Миккола и С. Ившич восстанавливали для праиндоевропейского языка две интонации — акут (восходяще-нисходящая) и циркумфлекс (нисходяще-восходящая).
Д. Адамс и Дж. Мэллори, а также Т. Оландер полагают, что ударный слог произносился с высоким (или повышающимся тоном), а безударный с низким (или понижающимся).
Оригинальную гипотезу выдвинул польский лингвист Е. Курилович. Согласно этой гипотезе, древнее состояние сохраняет только ведийский санскрит, древнегреческая система акцентуации является результатом доисторических стяжений гласных, а балтославянская стала результатом передвижения ударения с начальных слогов. При этом наличие в древнегреческом и в балтославянских языках совпадений в месте ударения Курилович считает случайным и несводимым к праиндоевропейскому состоянию. Гипотеза Куриловича была отвергнута научным сообществом.
Л. Г. Герценберг создал гипотезу, согласно которой в праиндоевропейском языке было четыре тона, в основе которых лежало два различительных признака: высота/сила и ларингализованность/фарингализованность. Причём, по мнению учёного, эти тоны могли влиять на согласные звуки.

## Функции ударения в морфологической системе праиндоевропейского языка
Ударение в индоевропейских языках, в которых оно осталось подвижным и нефиксированным, имеет две функции:
- Оно сопровождает словообразование и словоизменение (у существительных с суффиксом *-es-/-os- ударение было на корне, а с суффиксом *-tei-/-ti- на суффиксе);
- Оно различает однокоренные слова (др.-греч. φορός «несущий» — φόρος «налог», др.-инд. váraḥ «ограниченное, замкнутое пространство» — varáḥ «избранный»).

## История изучения
В 1843 году О. фон Бётлингк издал работу «Ein erster Versuch über den Accent im Sanskrit», посвящённую древнеиндийскому ударению. В 1845 году Т. Бенфей написал рецензию на эту работу, в которой сопоставлял древнеиндийские данные с древнегреческими. Л. Г. Герценберг считает Т. Бенфея основоположником изучения праиндоевропейского ударения. В дальнейшем большой вклад в эту область индоевропеистики внесли такие учёные, как Ф. Бопп (который провёл системный анализ греко-ведийских акцентных соответствий, а также привлёк славянский и балтийский материал), К. Вернер (открыл фонетический закон, названный в его честь), А. Бецценбергер (занимался греко-литовскими соответствиями), Ф. Ф. Фортунатов (открыл закон передвижения ударения в балтийских языках), Е. Курилович и В. А. Дыбо (выдвинул концепцию, согласно которой в балто-славянских языках выбор акцентной парадигмы у непроизводных слов немотивирован, а у производных мотивирован).